# Styloichthys
Styloichthys (Grieks: stylos, 'pijler' en ichthys, 'vis'; 'pijlervis') is een geslacht van uitgestorven sarcopterygische kwastvinnige vissen dat leefde tijdens het Vroeg-Devoon (Lochkovien) van Oost-Yunnan, Zuid-China. Omdat het duidelijk is dat de kaken en schedel van Styloichthys veel afgeleide kenmerken gemeen hebben met coelacanthiformes wordt het als de oudste coelacanth geplaatst.

## Naamgeving
De typesoort Styloichthys changae werd in 2002 benoemd door Zhu Min en Yu Xiaobo. De geslachtsnaam is een combinatie van het Grieks στυλος, "pilaar" en ichthys, "vis". Het is een verwijzing naar de pila postorbitalis. De soortaanduiding eert Zhang Miman ("M.M. Chang").
Het holotype is IVPP V8142.1, een snuit uit de Xitunformatie, 417 miljoen jaar oud.

## Beschrijving
Styloichthys wordt gekenmerkt door grote poriën op het cosmine-oppervlak. Deze poriën zijn vaak lepelvormig en gerangschikt in evenwijdige groeven. Er is een gekartelde marge tussen ethmosphenoïde en otoccipitale schilden, een otoccipitale met een breed vlak oppervlak dat geen vestibulaire fontanel draagt. De snuit buigt scherp naar beneden en is licht hol. De onderkaak heeft een ventraal uitstekende richel gevormd door het prearticulare en het meckeliaans bot.
Ook kenmerkend voor Styloichthys is de liervormige supraorbitale kanaal boven de oogkas, een fenestra ventralis, kleine holtes in de neusbeenderen, drie coronoïden in de onderkaak, een oogsteel en een slanke postorbitale pila die het basipterygoïde uitsteeksel en de zijkant van de hersenpan verbindt.

### Ooggebied
Het meest onderscheidende kenmerk van Styloichthys is het verzonken traanvormige ooggedeelte achter het optische kanaal. De goed gedefinieerde natuurlijke marge van dit onafgewerkte gebied wordt aangegeven door de omringende periostale voering, bij het levende dier bestaande uit kraakbeen, die enigszins in de onafgewerkte uitsparing dringt. Dit komt overeen met de aanhechting van de ogen die bekend is van basale beenvissen. Een kleine verlaging dient voor de aanhechting van de oogspier ventraal aan het gebied van de oogstengel.

### Onderkaak
Drie halvemaanvormige holten langs een ondiepe groef tussen het dentarium en het prearticulare laten zien dat de onderkaak drie coronoïden heeft. De kaak is uniek omdat hij een zeer grote adductorfossa, een bolvormige ventrale richel en aan de bovenzijde een prearticulare bedekt met minuscule dentikels bezit en aan de onderzijde golvende parallelle richels heeft.

## Fylogenie
Styloichthys werd in 2002 geplaatst als de zustergroep van een klade bestaande uit de Dipnomorpha en Tetrapodomorpha. In 2007 had een onderzoek tot uitkomst dat het een basale coelacanth was.